# Mikušovce (Ilava)
Mikušovce (ungarisch Mikosfalva – bis 1907 Mikusóc) ist eine Gemeinde im Nordwesten der Slowakei mit 1044 Einwohnern (Stand 31. Dezember 2024), die im Okres Ilava, einem Teil des Trenčiansky kraj, liegt.

## Geographie
Die Gemeinde befindet sich am Gebirgsfuß der nördlichen Weißen Karpaten im Tal des Baches Tovarský potok, beiderseits des Baches. Das Tal ist durch bewaldete Hügel begrenzt, insbesondere westlich des Baches. Der höchste Punkt des Gemeindegebiets ist der Berg Chotuč mit 795 m n.m. Das Ortszentrum liegt auf einer Höhe von 320 m n.m. und ist 10 Kilometer von Ilava sowie 19 Kilometer von Púchov entfernt.
Nachbargemeinden sind Červený Kameň im Norden, Kvašov im Osten, Tuchyňa im Süden und Vršatské Podhradie im Westen.

## Geschichte
Auf dem Gemeindegebiet von Mikušovce gab es eine Burgstätte der Lausitzer und Puchauer Kultur sowie drei Grabstätten der Lausitzer Kultur. Aus der Jungbronzezeit stammt ein großer Bronzefund.
Der Ort wurde zum ersten Mal 1259 als Mykus schriftlich erwähnt und war Teil des Herrschaftsgebiets von Vršatec (deutsch Löwenstein) sowie teilweise Besitz der Familie Bart. Im Jahre 1598 standen im Dorf 44 Häuser. 1784 hatte die Ortschaft 133 Häuser, 156 Familien und 756 Einwohner, 1828 zählte man 91 Häuser und 353 Einwohner, die als Brenner und Landwirte beschäftigt waren.
Bis 1918 gehörte der im Komitat Trentschin liegende Ort zum Königreich Ungarn und kam danach zur Tschechoslowakei beziehungsweise Slowakei. In der ersten tschechoslowakischen Republik waren Spinnerei und Weberei verbreitet, dazu gab es in Mikušovce jeweils eine Brennerei, Mühle und Säge.

## Bevölkerung
| Jahr                | 1994 | 2004    | 2014    | 2024    |
| ------------------- | ---- | ------- | ------- | ------- |
| Anzahl der Personen | 1014 | 1019    | 1028    | 1044    |
| Unterschied         |      | +0,49 % | +0,88 % | +1,55 % |

| Jahr                | 2023 | 2024    |
| ------------------- | ---- | ------- |
| Anzahl der Personen | 1050 | 1044    |
| Unterschied         |      | −0,57 % |

Nach der Volkszählung 2011 wohnten in Mikušovce 1010 Einwohner, davon 950 Slowaken, 13 Tschechen und drei Mährer. Ein Einwohner gab eine andere Ethnie an und 43 Einwohner machten keine Angabe zur Ethnie.
916 Einwohner bekannten sich zur römisch-katholischen Kirche, fünf Einwohner zur apostolischen Kirche sowie jeweils ein Einwohner zur Bruderkirche, zur jüdischen Gemeinde und zur Pfingstbewegung. 15 Einwohner waren konfessionslos und bei 71 Einwohnern wurde die Konfession nicht ermittelt.

## Bauwerke
- Kapelle aus dem Jahr 1907
- römisch-katholische Gorazdkirche